# 張普薇
张普薇（？—1638年），明朝末年起事領袖，江西廣信府鉛山縣人。崇祯五年（1632年），与马廖洋组织“密密教”酝酿起事。十年（1637年），以张普薇为首，在铅山率领农民起事。改元天運。十一年（1638年）二月初四日攻南丰。四月，张普薇被明军捕获杀害。